# Вібрами, п'ять пальців

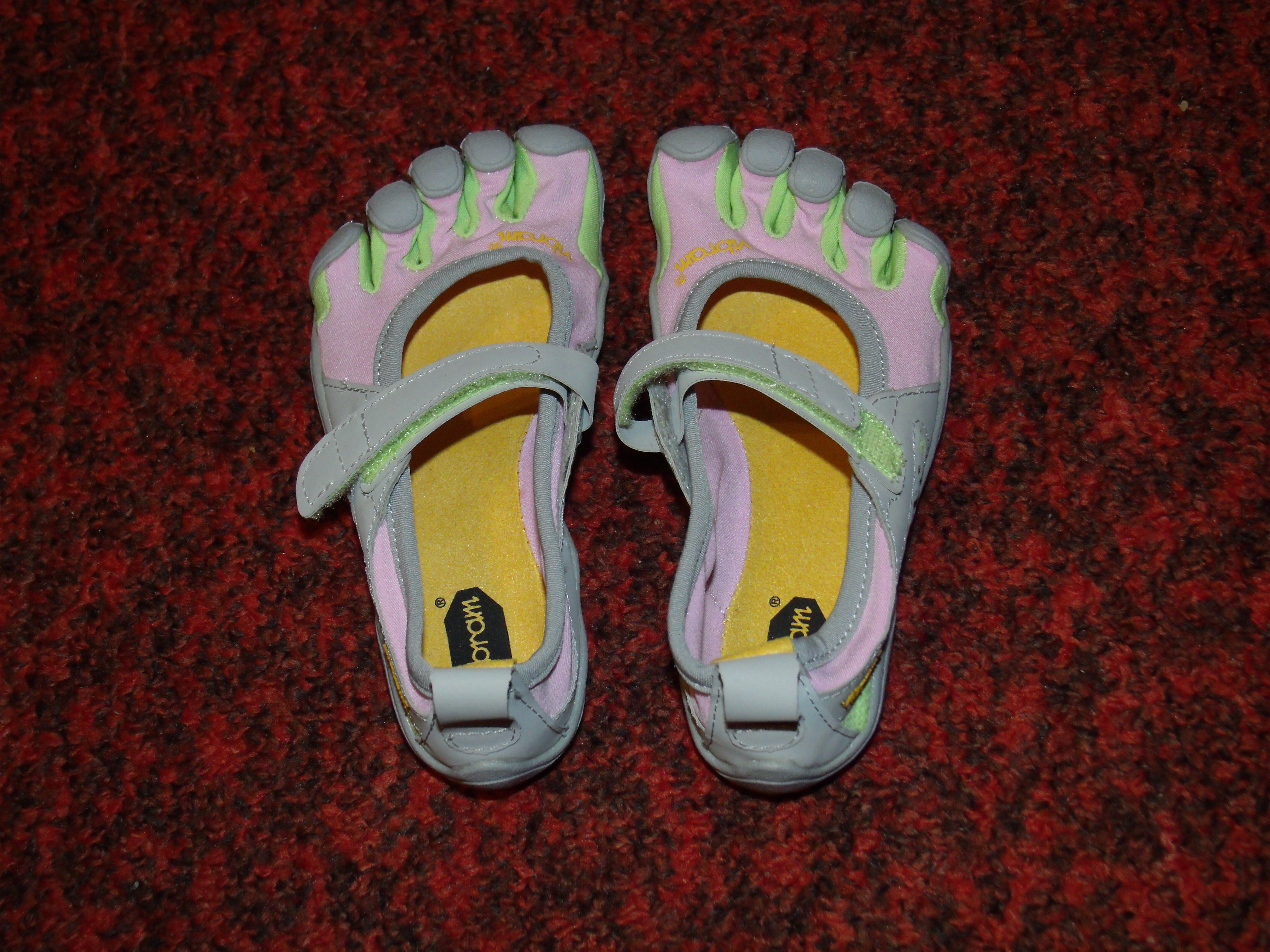
Вібрами — взуття з п'ятьма пальцями.

Вібрами, п'ять пальців (англ. Vibrams) — це різновид мінімалістичного взуття виробництва компанії Vibram. Спочатку вони позиціонувалися як більш природна альтернатива для різних заходів на відкритому повітрі (вітрильний спорт, катання на байдарках, каное). Взуття призначене для відтворення відчуття ходьби босоніж і має тонкі, гнучкі підошви, які окреслені у формі людської стопи і видимих окремих ділянок для пальців ніг.

## Інтернет-ресурси
- Офіційний сайт
- Have Shoes Changed the Way We Run? [Архівовано 23 лютого 2018 у Wayback Machine.]
- The Vibram lawsuit, barefoot running and science perspectives, The Science of Sport [Архівовано 24 лютого 2018 у Wayback Machine.]